# Parafia św. Józefa Robotnika w Szylenach
Parafia św. Józefa Robotnika w Szylenach – parafia rzymskokatolicka, znajdująca się w archidiecezji warmińskiej, w dekanacie Braniewo. W parafii posługują księża diecezjalni. Administratorem jest ks. mgr Bogusław Sułecki. 